# St. Stephanus (Kissenbrück)

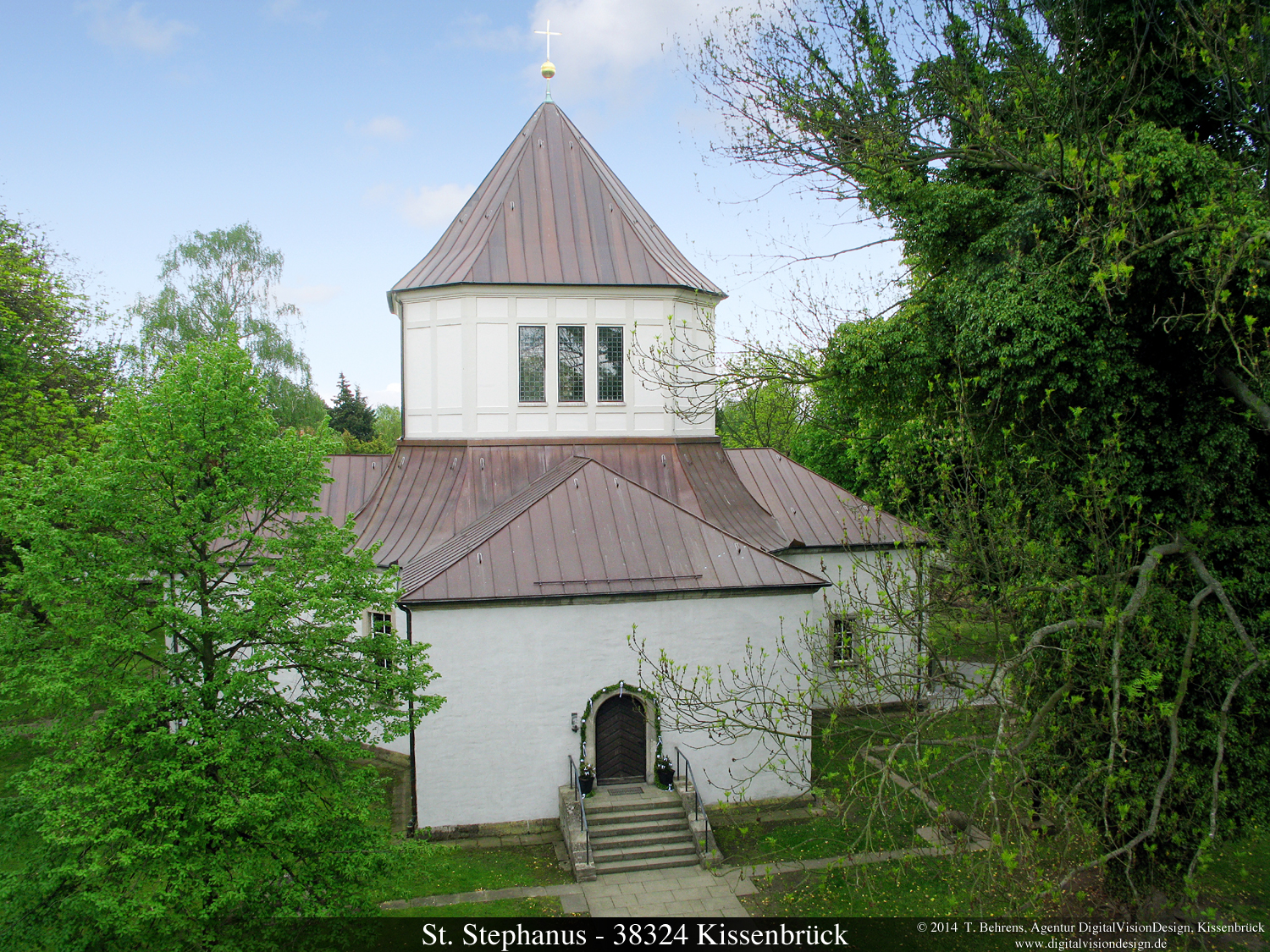
St. Stephanus

Die evangelisch-lutherische Kirche St. Stephanus steht in Kissenbrück, einer Gemeinde im Landkreis Wolfenbüttel in Niedersachsen. Die Kirche gehört zur Dreifaltigkeitsgemeinde in der Propstei Wolfenbüttel der Evangelisch-Lutherischen Landeskirche in Braunschweig.

## Geschichte
Die erste Kirche wurde um 780 gebaut. Der zweite Bau wurde 1058 errichtet und im Dreißigjährigen Krieg zerstört. Der dritte barocke Zentralbau, es war der erste im Fürstentum Braunschweig-Wolfenbüttel, entstand 1662–1664 im Auftrag von Herzog Rudolf August als Kirche für das Schloss Hedwigsburg. Am 14. Januar 1944 brannte die Kirche nieder, lediglich die Außenwände blieben stehen. Beim Wiederaufbau 1956–1959 durch Friedrich Berndt blieb die Grundform des griechischen Kreuzes erhalten. Am 7. Juni 1959 wurde die vierte Kirche eingeweiht. 

## Beschreibung
Beim Wiederaufbau wurde die Kirche in der Höhe reduziert und nur die Grundform wahrend modern ausgebaut. Über dem zentralen Raum mit abgeschrägten Ecken erhebt sich ein achtseitiger Tambour, der mit einem Zeltdach bedeckt ist. Die vier kurzen, rechteckigen Kreuzarme sind in den Kirchenraum integriert. Das Altarkreuz hat 1959 Fritz Fleer gestaltet. Die abstrakte Deckenmalerei stammt von Claus Wallner. Unter der Kirche befindet sich eine Gruft, in der sich Särge der Familie von Münchhausen befinden. Auf der Empore steht eine Orgel mit zwei Manualen und einem Pedal, die Otto Dutkowski gebaut hat.
In dem weit im Westen der Kirche stehenden, niedrigen, quadratischen, mit einem Pyramidendach bedeckten Torturm befindet sich auch der Glockenstuhl.